# منظمة فدائيي خلق الإيرانية المسلحة
منظمة فدائيي خلق الإيرانية المسلحة (سازمان چريکهای فدايي خلق إيران) نشأت كحركة ماركسية لينينية راديكالية في إيران عام 1971، وتم تشكيلها للإطاحة بالنظام البهلوي. ناضلت الحركة ضد حكومات محمد رضا بهلوي وضد حكومة جمهورية إيران الإسلامية، بعد ثورة عام 1979.
كانت المنظمة نتاج اندماج اثنتين من الجماعات الثورية الصغيرة، جماعة جزني - ظريفي وجماعة أحمد زاده بويان مفتاحي. كان أعضاء جماعة جزني - ظريفي أعضاءً سابقين في منظمة الشباب التابعة لحزب توده الإيراني في حين كان أعضاء الجماعة الثانية في الغالب من أتباع حزب الجبهة الوطنية والمنظمات التابعة له.
في عام 1963، قام بيزن جزني بتنظيم الاجتماع الأول. وبحلول عام 1966، عندما انضم حسن ضياظريفي لجزني، توصلا لنتيجة مفادها أن النفوذ الأمريكي القوي في إيران والقمع ضد المعارضين الليبراليين في إيران جعلا النشاط السلمي غير فعال على الإطلاق. ومن ثم فقد كان يُنظر إلى الكفاح المسلح باعتباره الطريقة الفعالة الوحيدة للتحرر.
بعد مرور فترة قصيرة، في 18 بهمن 1349 (8 فبراير عام 1971) بدأ تسعة أعضاء في الجماعة هجومهم الأول على مركز لقوات الدرك في قرية سياهكل الصغيرة في غابات غيلان الشمالية، وقد اعتبر هذا الهجوم نقطة تحول في الكفاح المسلح لليساريين ضد الشاه. بعد الاعتقال اللاحق لأعضاء الجماعة المسلحة ووفاتهم، اتحدت الجماعتان رسميًا ونشأت منظمة فدائيي خلق الإيرانية المسلحة.
في الفترة ما بين عامي 1971 - 1979، تعرضت منظمة الفدائيين لهجوم مكثف من جانب نظام الشاه، حيث قامت الحكومة بقتل ما يقرب من 300 عضو من أعضاء المنظمة. في هذه الفترة تم القبض على معظم أعضاء المنظمة أو قتلهم بمن فيهم قائدها حميد اشرف الذي يعتبر موته خسارة كبيرة للمنظمة.
مرت منظمة فدائيي خلق الإيرانية بفترات عديدة من الانقسامات الداخلية. في عام 1979 غادر اشرف دهقاني منظمة فدائيي خلق الإيرانية، متهمًا إياها بالانحراف عن مسار الحرب المسلحة، وشكل حركة فدائيي خلق الإيرانية المسلحة الموازية. وفي العام نفسه شكل كوادر منظمة فدائيي خلق الإيرانية المسلحة (OIPFG) السابقون منظمة العمال الثوريين الإيرانيين.
في أعقاب الثورة، تم تأسيس المكاتب العامة للمنظمة في معظم المدن الإيرانية. وفي أول انتخابات بعد الثورة، حصلت منظمة الفدائيين على 10% من الأصوات.
في هذه الأثناء، كانت المناقشات الداخلية حول قضايا الثورة وطبيعة النظام تجري
داخل المنظمة والتي أسفرت عن العديد من حالات التفكك في المنظمة. وكانت وسائل النضال وأساليبه والسياسات الموجهة نحو الحكومة الجديدة من أبرز القضايا المثارة. لم يعد يؤمن أغلب أعضاء المنظمة بالكفاح المسلح وفي ظل الظروف السياسية الجديدة واعترفوا بالجمهورية الإسلامية كدولة مناهضة للإمبريالية. اختارت الأغلبية مواكبة الشعب - الجماهير الذين كانوا من أتباع زعمائهم الدينيين بشكل كبير.
تسببت هذه الخلافات في انفصال أقلية المنظمة عن الأغلبية. وفي عام 1980، انقسمت منظمة فدائيي خلق الإيرانية المسلحة إلى منظمة فدائيي خلق الإيرانية المسلحة (الأغلبية) ومنظمة فدائيي خلق الإيرانية المسلحة (الأقلية). اتبعت منظمة فدائيي خلق الإيرانية المسلحة (الأقلية)، التي انفصلت عن المنظمة الرئيسية، منهجًا أكثر راديكالية. وفي الأول من مايو عام 1981، تجمع الآلاف من أنصار منظمة فدائيي خلق الإيرانية المسلحة (الأغلبية) في طهران. وفي الحشد الذي تجمع في الأول من مايو، أعلنت المنظمة أنها ستتوقف عن حربها المسلحة وأعيدت تسميتها لتصبح منظمة فدائيي خلق الإيرانية (الأغلبية) (باللغة الفارسية: (سازمان فداییان خلق ایران (اکثریت)).
بعد الحرب الدامية التي وقعت بين الأكراد والنظام الإسلامي الإيراني عام 1981، تم تكوين الجماعة الثورية الكردية التابعة لجماعة اشرف دهقاني....

## وصلات خارجية
- http://www.iranian-fedaii.de
- www.fadai.org Organization of Iranian People's Fedaian (Majority) website